# Illuminati dans la culture populaire
 (janvier 2021).
Si vous disposez d'ouvrages ou d'articles de référence ou si vous connaissez des sites web de qualité traitant du thème abordé ici, merci de compléter l'article en donnant les références utiles à sa vérifiabilité et en les liant à la section « Notes et références ».
Les Illuminati, membres d'une société secrète allemande du XVIIIe siècle, sont évoqués dans plusieurs œuvres.

## En littérature et bande dessinée

### Fiction
- Joseph Balsamo de 1846 et les suites (Le Collier de la Reine, Ange Pitou, La Comtesse de Charny et Le Chevalier de Maison-Rouge), d'Alexandre Dumas, la société des Illuminés fomente un complot pour détruire toutes les monarchies avec leur devise : « Lillias Pedibus Destrue » (foule le lys au pied).
- Illuminatus ! de Robert Shea et Robert Anton Wilson, est une trilogie de science-fiction publié en 3 volumes pour la première fois en 1975. Il est considéré par la communauté hacker comme un livre culte. Le groupe occulte des Illuminés de Thanateros a certainement été lui-même inspiré par ce livre. Ils se sont en effet présentés comme les héritiers des Illuminati, du moins de leur esprit.
- Anges et Démons de Dan Brown (2000).
- La bande dessinée Phenomenum (2002-2005) de Marc Védrines (dessinateur) et Jérémie Kaminka (scénariste), parue chez Glénat.
- Les Arcanes du chaos de Maxime Chattam (2006).
- Dans l'Univers Marvel, les représentants des différentes factions super-héroïques et races cachées de la planète forment une société secrète nommée les Illuminati. Ses membres sont : le Docteur Strange (Sorcier Suprême de la Terre), Namor (le prince des mers, un atlante), Flèche Noire (roi de la race des Inhumains), Charles Xavier (fondateur des X-Men et un des plus puissants mutants du monde), Red Richards (Mr Fantastique, chef de l'équipe d'aventuriers les Quatre Fantastiques) et Tony Stark (l'industriel milliardaire, super-héros en armure sous le nom d'Iron Man).

### Autres (essais, études...)
- La Foire aux illuminés : ésotérisme, théorie du complot, extrémisme de Pierre-André Taguieff (Éditions Mille et une nuits, 2005  (ISBN 2842059255))
- Au-delà des Anges et Démons, le secret des Illuminati et la grande conspiration mondiale de René Chandelle (Éditions Exclusif, 2006  (ISBN 2848910542))
- Les Illuminati, l'histoire secrète du monde et le Nouvel Ordre Mondial, par Geneviève Béduneau, Arnaud de l'Estoile, Bernard Fontaine et Richard D. Nolane, Éditions J'ai lu, 2013.
- Les Illuminati, la réalité derrière le mythe d'Arnaud de la Croix, éditions Racine, 2014[1].
- Vive les Illuminati, de John Paul Lepers (2016)[2].
- Serge Monast, auteur d'ouvrages complotistes sur le thème du Nouvel Ordre Mondial et de conspirations ourdies par des sociétés secrètes, en particulier par les Illuminati.

## Autre adaptation

### Au cinéma
- Le film 23 de 1998 réalisé par Hans-Christian Schmid est basé en partie de l'histoire vraie sur la croyance d'un jeune homme, Karl Koch ainsi que sa croyance des Illuminati relatif également à l'existence depuis toujours de fonder un Nouvel ordre mondial (théorie du complot).
- Le film La Vallée des loups - Irak (2006) : le héros et ses deux seconds combat les Illuminati.
- Dans le film Anges et Démons (2009), les Illuminati sont censés être les commanditaires de meurtres de cardinaux.
- Dans L'Imaginarium du docteur Parnassus de Terry Gilliam sorti également en 2009, le film est rempli de triangles des Illuminati.
- Dans Tomb Raider (film, 2018), l'héroïne a combattu les Illuminati toujours depuis leur rencontre en 2001.

### Dans les séries télévisées
- Dans la série animée La bande à Picsou sur l'épisode 88 du 13 novembre 1989, Picsou se rend chez le médecin. Dans le cabinet de celui-ci, on peut lire sur le tableau ophtalmologique : “ASK ABOUT ILLUMINATI” (“Renseignez-vous à propos des Illuminatis”).
- Dans la série Buffy contre les vampires du 18 janvier 2000, on peut voir l'œil des Illuminati à plusieurs reprises dans l'épisode 11 de la saison 4, Doomed (La fin du monde en français) où un étudiant est retrouvé assassiné, le symbole des Illuminati scarifié sur son torse. Toujours dans la saison 4, épisode 17 (Superstar), le symbole des Illuminati est utilisé par Jonathan pour jeter un sort créant un univers fictif où il est admiré de tous.
- Dans la série animée American Dad! et diffusé le 18 février 2007, Stan fait partie des Illuminati qui cacheraient le secret du beurre de cacahuètes (saison 2, épisode 13).
- Dans la série animée Gargoyles, les anges de la nuit du n°5 du 18 juillet 2007, les héros affrontent l'ennemi David Xanatos, membre de la confrérie des Illuminati.
- Dans la série Bones : saison 3, dans épisode 1, lequel intitulé Illuminati et diffusé  le 25 septembre 2007, Bones enquête sur la société secrète.
- Dans la série animée Gravity Falls (2012-2016), l'œil Illuminati du dollar américain sert de modèle pour le démon Bill Cipher (ou Bill Krypto dans la version française), très présent dans la deuxième saison.
- Dans la série  The Big Bang Theory (2007-2019), générique du début d'épisode, nous pouvons voir une échelle datée avec plusieurs images défilant symbolisant l'histoire. Aux années 1800 nous voyons Œil de la Providence[3].
- Dans la saison 8 d'American Horror Story, il est question d'une organisation appelée "la Coopérative" dirigée par certaines des personnes les plus importantes du monde, qui se révèle plus tard comme les Illuminati.

### En musique
Beaucoup de chanteurs et groupes font référence aux Illuminati dans leurs chansons, notamment dans le rap et le métal.
- Le chanteur Iggy Pop a été le premier à en parler ainsi que du Nouvel Ordre Mondial et de façon prémonitoire du 11 septembre 2001 dans sa chanson Well, Did You Evah de son album Red Hot Blue pour la Red Hot Organization le 25 septembre 1990 juste une semaine et demie après le discours de George H. W. Bush senior au congrès des États-Unis d'Amérique[4], il en reparlera de nouveau longuement aussi le 6 mars 1991[5],[6].
- Le rappeur 2Pac a intitulé son sixième et dernier album enregistré peu avant sa mort The Don Killuminati: The 7 Day Theory et sera un succès posthume lors sa sortie le 5 novembre 1996[7].
- Le groupe de rap Jedi Mind Tricks aborde dans son album The Psycho-Social, Chemical, Biological & Electro-Magnetic Manipulation of Human Consciousness (1997) les thèmes du complot, des sociétés secrètes dominantes type Illuminati ainsi que leurs manipulations de l'opinion publique.
- Malice Mizer, groupe de visual kei japonais, a sorti un single nommé Illuminati (1998).
- Le groupe de power metal allemand Gamma Ray, composé notamment de Kai Hansen, a sorti l'album No World Order le 10 septembre 2001. On peut voir le symbole des Illuminati sur la pochette. Les premières paroles de l'album sont « Illumati, you'll never take control » (« Illuminati, vous ne prendrez jamais le contrôle »), une piste porte le nom de New World Order.
- Le groupe de death metal canadien Kataklysm fit une chanson nommée Illuminati. Elle apparaît sur l'album Shadows and Dust (2002).
- Le groupe de fusion metal français Annuit Coeptis, reprend la devise Illuminati tout d'abord dans un but polémique ensuite dans un but ironique « notre projet sera couronné de succès ». Le groupe fait allusion directement à l'ordre sur la chanson réalisé par La boitophone intitulé L'œil de 2007[8].
- Le groupe de heavy metal et power metal français Sigis fait plusieurs références aux Illuminati dans son unique album Le Grand Retour de Nibiru en 2008. Le chanteur Matthieu explicite d'ailleurs ce sujet lors d'une interview avec Metal-Impact[9].
- Le groupe Prodigy en parle aussi dans sa chanson Illuminati du 22 mai 2008.
- Le morceau Illuminati Musique du rappeur Roi Heenok du 31 mars 2009.
- Illuminazi 666 (2007) et le pouvoir secret (2009)  sont les titres de morceaux de Rockin'Squat, rappeur français membre du groupe Assassin.
- Le rappeur L'Harbi[10] fait référence aux francs-maçons et aux Illuminati dans sa chanson du 22 juillet 2011 À l'heure ou j'te parle : « À l'heure où j'te parle des trucs top secrets se passent lors des réunions, as-tu déjà entendu parler des Illuminati et des franc-maçons... »
- Le rappeur La Fouine les mentionne dans sa chanson Vntm.com sur l'album Capitale du crime volume 3 (2011) : « nique les illuminatis ».
- Le cinquième morceau de l'album The Path of Totality (2011) du groupe Korn, accompagné des DJs Excision et Downlink, est intitulé Illuminati.
- Le rappeur El Gaoulih[11] dans son album L'antre 2 guerre[12] dans sa chanson intitulée Illuminati de 2012. Il les évoque aussi dans Que justice soit faite : « j'm'en bats de l’œil qui voit tout » dans son clip du 5 octobre 2010[13].
- Le rappeur Joey Bada$$ a intitulé Killuminati la 5e chanson de sa mixtape 1999.
- Le chanteur Stromae évoque la théorie du complot des Illuminati dans sa chanson Bâtard, sur l'album Racine carrée (2013).
- La chanteuse pop Madonna a publié une chanson le 19 décembre 2014 intitulée Illuminati sur son nouvel album Rebel Heart.
- Et enfin le rappeur Messin Mysa fait aussi de nombreuses références à ce groupe occulte et aux sociétés secrètes produites dans ses nombreuses chansons[14],[15].

### Dans les jeux vidéo et les jeux de société
- Le jeu de société Illuminati 1982 puis 1995, inspiré par la trilogie Illuminatus, publié en anglais par Steve Jackson Games et en français par Jeux Descartes, Steve Jackson Games puis Ubik/Edge Entertainment est une référence directe aux Illuminati des théories conspirationnistes.
- Le jeu vidéo Deus Ex (2000) et sa suite Deus Ex: Invisible War (2004) font référence à l'existence d'une organisation qui n'est autre que celle des Illuminati. Le joueur s'allie d'ailleurs temporairement à eux, afin de lutter contre un groupe plus dangereux encore, les Majestic 12, autres figures emblématiques de la théorie du complot.
- Le jeu vidéo Les Sims 2 (2004) avec le contrôle des personnages puis la présence de la pyramide et l’œil dans le travail lié au paranormal.
- Le jeu vidéo Resident Evil 4 (2005), Léon S. Kennedy, le personnage principal, combat une secte nommée "Los Illuminados". Cette secte conspire contre le président des États-Unis dans le but de diriger le monde.
- Le jeu vidéo Area 51 (2005), les Illuminati sont présents tout au long du scénario, notamment dans les vidéos débloquées après chaque mission dans lesquelles s'exprime Mr. White, le leader d'un groupe d'Illuminati, à propos de l'organisation du Nouvel ordre mondial.
- Le jeu vidéo Burnout Paradise (2008). Leur symbole est aussi répertorié dans ce jeu.
- le jeu vidéo Call of Duty: Black Ops (2010), dans le mode zombie le symbole de l'œil au-dessus la pyramide y apparaît plusieurs fois. De plus, le personnage de Richtofen semble être un membre des Illuminati durant un temps.
- Le jeu vidéo Deus Ex: Human Revolution (2011) met en groupe d'antagonistes final les Illuminatis, qui avaient comploté avec la société Tae Yong pour que cette dernière ait accès au Superordinateur Hyron et ait ainsi le monopole du marché de l'augmentation. Contrairement aux épisodes précédents, le joueur sera ici un ennemi parfait des Illuminatis.
- Le jeu vidéo The Secret World (2012), où le joueur peut rejoindre trois factions dont les Illuminati, le Dragon ou les Templiers.
- Le jeu vidéo Grand Theft Auto V (2013) : dans la maison d'un des personnages, on peut trouver un poster des Illuminati. Et aussi, Trevor un des personnages principaux du jeu, fait notamment mention des Illuminati plusieurs fois au cours du jeu.
- La saga Assassin's Creed (2007-2020), plusieurs références font allusion aux Illuminati (ou franc-maçons) comme des symboles, ou bien le fait que les templiers soient les ancêtres de cette société secrète.
- Et enfin le jeu vidéo We are Illuminati Conspiracy, disponible sur Play Store et App Store : on y incarne un chef illuminati voulant conquérir le monde.